# Mars-sur-Allier
Mars-sur-Allier este o comună în departamentul Nièvre din centrul Franței. În 2009 avea o populație de 279 de locuitori.

## Evoluția populației
| An        | 1975 | 1982 | 1990 | 1999 | 2006 | 2009 |
| --------- | ---- | ---- | ---- | ---- | ---- | ---- |
| Populație | 313  | 264  | 260  | 258  | 272  | 279  |